# Fortezza di Gori
La fortezza di Gori (in georgiano გორის ციხე?) è un'imponente complesso di carattere militare che sovrasta il centro dell'omonima cittadina georgiana.

## Storia
La fortezza compare per la prima volta nei documenti del XIII secolo, ma le testimonianze archeologiche dimostrano che l'area era già stata fortificata nel VII secolo. La fortezza rivestiva una grande importanza strategica, data la sua posizione dominante a guardia di una rotta commerciale regionale, e ospitava una grande guarnigione. Nel XVI secolo gli Ottomani la conquistarono per controllare Tbilisi. Nel 1598 i georgiani, guidati dal loro re Simone I, la assediarono per nove mesi senza successo; nel 1599 finsero di interrompere l'assedio per la Quaresima per poi lanciare un attacco notturno a sorpresa e riprendere così il controllo della cittadella. La fortezza continuò a passare di mano tra georgiani e persiani per tutto il XVII secolo.
La struttura acquisì la sua forma attuale sotto i re georgiani Rostom di Cartalia nel 1630 ed Eraclio II nel 1774. Dopo il suo completamento, Rostom la presidiò con soldati iraniani. Dopo l'annessione della Georgia alla Russia nel 1801, la fortezza fu presidiata da un battaglione di granatieri russi, ma la sua importanza diminuì gradualmente e le fortificazioni caddero in disuso.
La fortezza di Gori fu gravemente danneggiata da un terremoto nel 1920.